# 易欣
易欣（英語：Yi Xin，1977年12月10日—），原名張琪，中國浙江男歌手。他於2000年出道，代表歌曲有《穿越時空的愛情》、《最後一滴淚》、《心碎》等。

## 背景
易欣在1997年畢業於寧波第二高級技工學校，後在1998年参加寧波市江東區歌手大獎賽獲得第一名。他在2000年開始其職業歌手的事業。至2004年5月簽約成為網絡翰音工作室的歌手。同年8月創作了他的第一首原創歌曲《心火燃燒》。易欣在2005年簽約經紀公司娛樂基地後，甫推出首支單曲《下輩子不做男人》，便成名於大街小巷。亦成為2005年年度全國流行代表金曲之一。他自2006年推出《你的選擇》一曲後，其舞曲版本成為全國酒吧 DJ 的至愛推薦之一。
2006年1月，他與廣州水星音樂傳媒和著名音樂人蔣文華合作製作歌曲《你的選擇》。2007年1月10日，首張個人大碟《下輩子不做男人》在全國發行。其歌曲被網友點擊和下載1000萬次，並在百度等多個網站排行榜名列前茅。連盜版發行公司也將其大碟《下輩子不做男人》做成數十種版本盜版唱片，繼而發售。易欣近年參與過微電影的拍攝工作，例如由北京傾城以及諾國際影音文化傳媒有限公司出品、張傾城導演的《心靈傳輸者之幻影移形》。

## 專輯
1. 2007年 《下輩子不做男人》、《眼裡只有你》
2. 2009年 《只要你的美》、《你我的選擇》、《創作歌手易欣》、《分愛》
3. 2010年 《今生無緣》、《易式情歌》、《欣音remix舞曲串燒》、《欣“音”REMIX舞曲串燒》、《愛情會不會永久》、《罪過》
4. 2011年 《對愛死了心》、《單身萬萬歲》、《孤單的人並不寂寞》、《是對是錯》
5. 2012年 《給我最愛的女子》、《記得我們曾經有過愛情》
6. 2015年 《九等天使》、《淚在投降》、《北京的雪》、《DJ.COOL》、《逗逗比》、《心碎》
7. 2016年 《男人該去遠方》（與青木時光）

## 個人單曲
易欣主唱過的歌曲眾多，包括《你的選擇》、《别讓我為你心碎》、《你的愛給了誰》、《淚在投降》、《分愛》、《忘了憂傷》、《何苦》、《一個人的房間》、《愛你是我犯了錯》、《戀人味道》、《誰都不必說抱歉》、《憂傷的季節》、《别再為我哭》、《傷入了我的心》、《一個人旅行》、《多想你陪在身旁》、《心碎》、《請你說愛我》、《心火燃燒》、《欣願》、《我知道我愛你》、《坐在馬桶抽煙喝茶》、《穿越時空的愛情》、《你是誰我是誰》、《下輩子不做男人》、《最段一滴淚》、《不顧一切愛你》、《一天愛一點》、《今生無緣》、《共同的家園》、《給個理由》、《離不開寂寞》、《出局》、《記得我們曾經有過愛情》、《給我最愛的女子》、《孤單的人並不寂寞》、《單身萬萬歲》、《對愛死了心》、《罪過》、《夢想千年》、《易人》、《只要你的美 》、《九等天使》、《愛情會不會永久》、《愛上他的人》、《你我的選擇》等等。這些歌曲大部分均為易欣的個人創作。

## 微電影
- 2014年：《心靈傳輸者之幻影移形》[6]

## 外部連結
- 易欣官方網站[永久]
- 歌手易欣新專輯發布在即 歡樂谷舉行歌友會，搜狐音樂，2010年7月21日 （页面存档备份，存于）